# Saint-Nazaire (Pirenei Orientali)
Saint-Nazaire (in catalano Sant Nazari de Rosselló) è un comune francese di 2 460 abitanti situato nel dipartimento dei Pirenei Orientali nella regione dell'Occitania.

## Società

### Evoluzione demografica
Abitanti censiti